# Estibivanita
L'estibivanita és un mineral de la classe dels òxids. El seu nom reflecteix la seva composició química: antimoni (en grec pronunciat stibi) i vanadi.

## Característiques
L'estibivanita és un òxid de fórmula química Sb₂VO₅. Cristal·litza en el sistema ortoròmbic. La seva duresa a l'escala de Mohs és 4 a 4,5.
Segons la classificació de Nickel-Strunz, la stibivanita pertany a «04.JA - Arsenits, antimonits, bismutits; sense anions addicionals, sense H₂O» juntament amb els següents minerals: leiteïta, reinerita, karibibita, apuanita, schafarzikita, trippkeïta, versiliaïta, schneiderhöhnita, zimbabweïta, ludlockita, paulmooreïta, kusachiïta i chadwickita.

## Formació i jaciments
Es troba descrita en vetes en dipòsits hidrotermals d'antimoni, com a mineral secundari.